# Condrieu
Condrieu – miejscowość i gmina we Francji, w regionie Owernia-Rodan-Alpy, w departamencie Rodan.
Według danych na rok 1990 gminę zamieszkiwały 3093 osoby, a gęstość zaludnienia wynosiła 336 osób/km² (wśród 2880 gmin regionu Rodan-Alpy Condrieu plasuje się na 284. miejscu pod względem liczby ludności, natomiast pod względem powierzchni na miejscu 1184).